# 大島金太郎

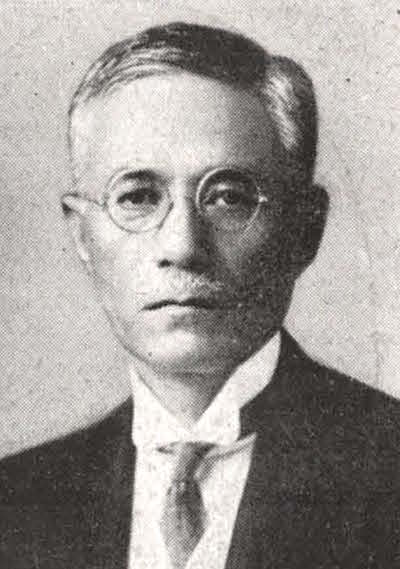
大島金太郎

大島金太郎（1871年—1934年），日本東京人，明治四年（1871年）生於日本長野縣。早年就讀日本北海道札幌農學校，後來曾任八雲德川農場場長並於任職期間引進丹麥農法，對酪農業貢獻甚多。之後由日本文部省派往美國、德國留學，專攻農藝化學，歸國後任教於札幌農學校、東北帝國大學農學部，後任北海道廳技師、臺灣總督府技師。為臺北帝大（今臺灣大學）創校的關鍵人物之一。

## 生平
大島金太郎在1893年畢業於札幌農學校（今北海道大學），1895年在該校當助教，1898年赴美國與德國研究農藝學，在1907年獲得農學博士學位，同年9月任北海道帝國大學（今北海道大學）農科教授。
大正九年（1920）五月在任臺灣總督府技師時即兼任臺灣總督府農林專門學校（今中興大學前身）校長，隔年（1921年）8月擔任臺灣總督府中央研究所農業部長。後來臺灣總督府為推行高等教育，在大正十一年（1922年）將農林專門學校改制為高等農林學校，農業科、林業科改為農學科、林學科，昭和二年（1927年）再改制為臺北高等農林學校，在這期間校長一職均由大島金太郎擔任，期間並致力擴充學校組織、加強師資陣容，此外昭和二年（1927年）他還擔任人口食糧調查委員會委員。
昭和三年（1928年），學校被新成立的臺北帝國大學併入成為附屬農林專門部，由大島金太郎任主事（主任），致力提升教學與研究水準，於昭和九年（1934年）1月任內病逝。而臺大校址會位於原農林學校校址（公館校區）、中央研究所農事部農場（臺大農場）附近，可說與大島金太郎有所關連。